# Pseudocyclosorus guangxiensis
Pseudocyclosorus guangxiensis là một loài thực vật có mạch trong họ Thelypteridaceae. Loài này được Y.X. Ling miêu tả khoa học đầu tiên năm 1999.